# Maya Herrera
Maya Herrera es un personaje ficticio en la serie de ciencia ficción Héroes, de la cadena de televisión estadounidense NBC, interpretada por Dania Ramírez. Hace su primera aparición en la segunda temporada de la serie junto a su hermano Alejandro.
El personaje ha aparecido también en la novela gráfica de Héroes Maya y Alejandro.

## Historia

### Generaciones
En el capítulo "Hace cuatro meses", Maya se encuentra en la boda de su hermano Alejandro. Ella está disgustada por la boda, debido a que Alejandro conoce a su mujer desde hace poco y además sospecha que sigue con su exnovio, al que dejó hace dos años. En la fiesta de celebración de la boda, Maya descubre a su cuñada con su exnovio besándose en una bodega, y ante las amenazas de él, Maya tiene la primera manifestación de su habilidad. Enseguida todos los invitados de la boda caen al suelo muertos, excepto Alejandro. Maya se da cuenta de que fue ella la que lo causó y huye, haciéndose pasar por monja en una Iglesia. Al cabo de un tiempo, Alejandro la encuentra y Maya se pone nerviosa, haciendo que su habilidad se manifieste otra vez y matando así a un oficial de policía que le buscaba. 
En el capítulo "Cuatro meses después", los hermanos son buscados por asesinato y tras descubrir el libro del genetista Chandra Suresh, Maya y Alejandro deciden ir a Nueva York para encontrarlo y así obtener respuestas, sin saber que él había muerto. 
En el capítulo "Lagartos", Maya y Alejandro llegan a la frontera entre Guatemala y México, donde se reúnen con Nidia, una mujer que conocieron en su infancia y que había preparado todo para que ellos pudieran pasar a escondidas por la frontera. En casa de Nidia, mientras ellos descansaban, una curandera le dice horrorizada a Maya que está maldita y que tiene un poder que incluso mataría al Demonio. Más tarde, mientras cruzaban la frontera, Alejandro se separó de Maya y Nidia. Maya se pone nerviosa por haber perdido a su hermano y accidentalmente usa su poder, matando a Nidia, pero Alejandro llega a tiempo y detiene la habilidad de Maya, revirtiendo su efecto. Nidia se recupera y huye asustada, dejando a los hermanos solos.
En el capítulo "Parientes", Maya y Alejandro llegan a una ciudad en México. Alejandro rompe la ventana de un carro para robarlo, pero un policía lo ve y persigue a los hermanos. Maya logra escapar, pero Alejandro es detenido y encarcelado. Maya va a la comisaría para sacarlo y le pide al policía que lo atrapó que lo libere porque ella está enferma y necesita a su hermano para ir a Estados Unidos. Pero él se niega y Maya lo amenaza enseñándole un cartel con su retrato hablado y el de Alejandro en el que dice que son buscados por asesinato. El policía la arresta, haciéndole daño y activando su habilidad, que era lo que Maya pretendía. Entonces Maya libera a Alejandro y este anula su habilidad, resucitando a los policías. Un chico llamado Derek que estaba encerrado en la celda continua a la de Alejandro les pide ayuda y los hermanos lo llevan con él a cambio de que los lleve en coche.
En el capítulo "La bondad de los extraños", mientras Maya, Alejandro y Derek continúan el viaje a Estados Unidos, se encuentran con Sylar tirado inconsciente en medio del camino. Deciden ayudarlo y lo suben en el carro, donde Sylar les dice su verdadero nombre, Gabriel, y se ofrece a ayudarlos a encontrar a Chandra Suresh, pues él lo conoce. Más tarde llegan a una ciudad y Sylar le dice a Maya y Alejandro que es mejor que se vayan pronto sin Derek, pues descubrió que ellos son criminales y había avisado a la policía. Sin embargo, lo que Maya y Alejandro no sabían era que esto era mentira, pues Sylar había matado a Derek a propósito para poder irse solo con los hermanos y cuando tuviera la oportunidad matarlos y robarles sus habilidades. 
En el capítulo "La verdad y sus consecuencias", Sylar ayuda a Maya a que pueda controlar su habilidad por sí sola. Cuando Maya va a contárselo a Alejandro, este la enseña una noticia que encontró en internet en la que Sylar aparece acusado del asesinato de su propia madre. Maya le pide explicaciones a Sylar y él la cuenta que cuando le mostró a su madre sus habilidades, ella lo vio como un monstruo y trató de matarlo con unas tijeras, clavándoselas ella misma por accidente. Sin embargo, Alejandro sigue insistiendo a Maya que se vayan y ella se niega, confesándole que en el fondo no se arrepentía por la muerte de su esposa, pues quería verla muerta. Más tarde, Maya vuelve a la habitación de Sylar y él la besa para evitar que descubriera el cadáver de Alejandro, al que acababa de matar. Al día siguiente, Maya y Sylar van al apartamento del doctor Suresh. 
En el episodio "Sin poderes", Maya descubre las verdaderas intenciones de Sylar y este secuestra a Suresh y a Maya con la intención de que le den la cura para el virus. Maya la pide a Molly que use su poder para buscar a Alejandro, pero la niña le dice que no puede encontrarle (porque ha muerto). Maya asume que fue Sylar y este la dispara antes de que use sus habilidades contra él, asesinándola. Poco después, Mohinder usa la sangre de Claire para resucitar a Maya.

### Villanos
Maya vive en el apartamento de Suresh, allí él le hace pruebas a su sangre para tratar de curarla, pero Mohinder le da malas noticias, su sangre no sirve para quitar su poder, sino para dar otros y con más tratamientos si podría quitarle el poder, cuando Maya se da cuenta de los poderes de Mohinder y de que muy pronto ella no tendrá poderes, tienen sexo, pero la relación se complica, cuando Mohinder se empieza a distanciar y a actuar agresivamente, cuando un vecino desaparece Maya empieza a sospechar y entra al laboratorio en donde encuentra el cuerpo del vecino y las paredes llenas de una sustancia viscosa, Mohinder la descubre y la encierra en un capullo, cuando Tracy y Nathan, son capturados al escapar encuentran el cuerpo, pero Mohinder se lo lleva a Pinehearst y allí Arthur le quita el poder y cuando Maya va saliendo le dice a Mohinder que desea no haberlo conocido y que es un monstruo, y se marcha. Semanas después, cuando ocurre el eclipse y Mohinder tiene su piel sin escamas va a visitar a Maya a su departamento, pero cuando toca la puerta ve que su piel está cambiando otra vez se marcha, dejando a Maya extrañada en la puerta pero sabiendo que fue Mohinder quien tocó a su puerta.

## Habilidad
El poder de Maya es la virogénesis. Consiste en que sus lágrimas desprenden veneno y son mortales para toda persona que esté a su alrededor, excepto para su hermano Alejandro, cuya habilidad consiste en detener la de Maya mirarándola fijamente a los ojos y tomándola de las dos manos. Incluso puede revertir sus efectos si no es demasiado tarde.
Maya no controla su habilidad y ésta se activa cuando está enfadada, tiene miedo o le hacen daño. En un principio no puede ni siquiera detenerla si no es con la ayuda de su hermano. Sin embargo, en el capítulo "Verdad y consecuencias", Maya logra controlar su habilidad gracias a la ayuda de Sylar.
- Datos: Q1175177